# Komenda Rejonu Uzupełnień Warszawa Miasto I

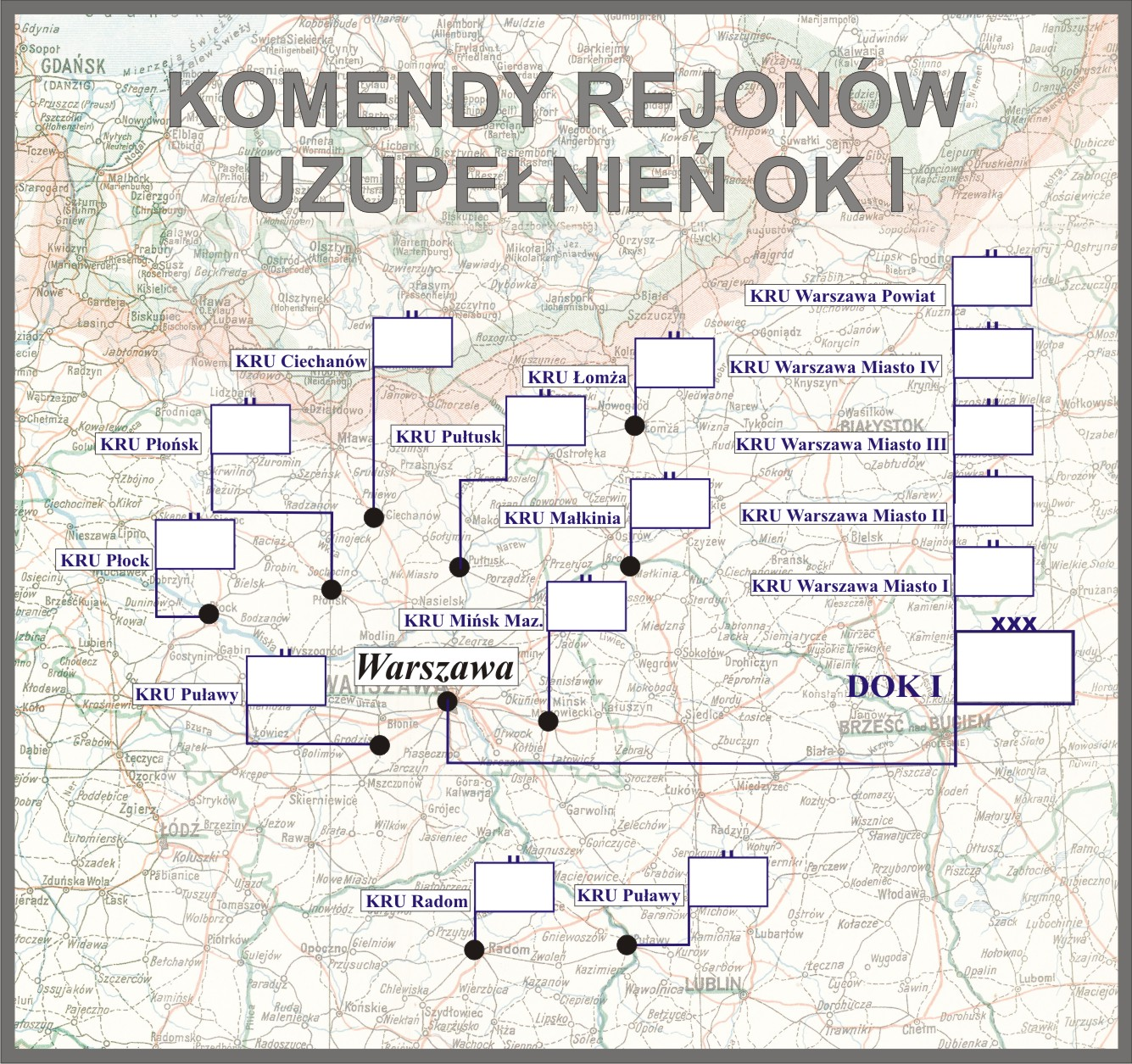
Komendy rejonów uzupełnień OK I

Komenda Rejonu Uzupełnień Warszawa Miasto I (KRU Warszawa Miasto I) – organ wojskowy właściwy w sprawach uzupełnień Sił Zbrojnych II Rzeczypospolitej i administracji rezerw w powierzonym mu rejonie.

## Formowanie i zmiany organizacyjne
W lipcu 1922 roku została zlikwidowana Powiatowa Komenda Uzupełnień Warszawa Miasto, a w jej miejsce utworzono trzy nowe komendy, w tym Powiatową Komendę Uzupełnień Warszawa Miasto I z siedzibą przy ul. Przejazd 10 (I piętro), która obejmowała swoją właściwością Komisariaty Policji Państwowej nr I, II, III, IV, V, VII, X, XII, XIX i XXVI.
18 listopada 1924 roku weszła w życie ustawa z dnia 23 maja 1924 roku o powszechnym obowiązku służby wojskowej, a 15 kwietnia 1925 roku rozporządzenie wykonawcze ministra spraw wojskowych do tejże ustawy, wydane 21 marca tego roku wspólnie z ministrami: spraw wewnętrznych, zagranicznych, sprawiedliwości, skarbu, kolei, wyznań religijnych i oświecenia publicznego, rolnictwa i dóbr państwowych oraz przemysłu i handlu. Wydanie obu aktów prawnych wiązało się z przejęciem przez władze cywilne (administracji I instancji) większości zadań związanych z przygotowaniem i przeprowadzeniem poboru. Przekazanie większości zadań władzom cywilnym umożliwiło organom służby poborowej zajęcie się wyłącznie racjonalnym rozdziałem rekruta oraz ewidencją i administracją rezerw. Do tych zadań dostosowana została organizacja wewnętrzna powiatowych komend uzupełnień i ich składy osobowe. Poszczególne komendy różniły się między sobą składem osobowym w zależności od wielkości administrowanego terenu.
Zadania i nowa organizacja PKU określone zostały w wydanej 27 maja 1925 roku instrukcji organizacyjnej służby poborowej na stopie pokojowej. W skład PKU Warszawa Miasto I wchodziły dwa referaty: I) referat administracji rezerw i II) referat poborowy. Nowa organizacja i obsada służby poborowej na stopie pokojowej według stanów osobowych L. O. I. Szt. Gen. 3477/Org. 25 została ogłoszona 4 lutego 1926 roku. Z tą chwilą zniesione zostały stanowiska oficerów ewidencyjnych.
12 marca 1926 roku została ogłoszona obsada personalna Przysposobienia Wojskowego, zatwierdzona rozkazem Dep. I L. 6000/26 przez pełniącego obowiązki szefa Sztabu Generalnego gen. dyw. Edmunda Kesslera, w imieniu ministra spraw wojskowych. Zgodnie z nową organizacją pokojową Przysposobienia Wojskowego zostały zlikwidowane stanowiska oficerów instrukcyjnych przy PKU, a w ich miejsce utworzone rozkazem Oddz. I Szt. Gen. L. 7600/Org. 25 stanowiska oficerów przysposobienia wojskowego w pułkach piechoty.
Od 1926 roku, obok ustawy o powszechnym obowiązku służby wojskowej i rozporządzeń wykonawczych do niej, działalność PKU Warszawa Miasto I normowała „Tymczasowa instrukcja służbowa dla PKU”, wprowadzona do użytku rozkazem MSWojsk. Dep. Piech. L. 100/26 Pob.
Z dniem 1 stycznia 1927 roku minister spraw wojskowych utworzył PKU Warszawa Miasto IV, która objęła swoją właściwością między innymi komisariaty PP nr VII, X i XIX. W związku z tą reorganizacją PKU Warszawa Miasto I objęła swoją właściwością komisariaty PP nr I, II, III, IV, V, XII i XXVI.
17 października 1927 w Wojskowym Sądzie Okręgowym Nr I w Warszawie rozpoczął się proces o masowe nadużycia poborowe w PKU Warszawa Miasto I i II. Na ławie oskarżonych zasiadło ośmiu obwinionych: ppłk Edward Lubański (obrońca adw. Michał Wyrostek), mjr Adam Wróblewski (adw. Kamil Seyfried), chor. Andruszkiewicz z 15 pp (adw. Edward Gruber), sierż. Wacław Krejca i sierż. Wacław Dąbrowski z 21 pp, bomb. Lejbuś Bankier z 1 Oddziału Służby Uzbrojenia i poborowy Menachen Elizor Kohn (adw. Władysław Sobotkowski) oraz kpr. Mieczysław Grotkiewicz z 36 pp (adw. Zygmunt Kalikst Żywult). Rozprawie przewodniczył ppłk KS dr Tadeusz Stefan Kamiński, oskarżycielem był mjr KS dr Kazimierz Stanisław Dobosz.
W marcu 1930 roku PKU Warszawa Miasto I nadal podlegała Dowództwu Okręgu Korpusu Nr I i administrowała częścią miasta Warszawy obejmującą komisariaty Policji Państwowej nr I, II, III, IV, V, XII i XXVI. W grudniu tego roku PKU Warszawa Miasto I posiadała skład osobowy typ specjalny. Siedziba komendy znajdowała się przy Szerokiej 3.
31 lipca 1931 roku gen. dyw. Kazimierz Fabrycy, w zastępstwie ministra spraw wojskowych, rozkazem B. Og. Org. 4031 Org. wprowadził zmiany w organizacji służby poborowej na stopie pokojowej. Zmiany te polegały między innymi na zamianie stanowisk oficerów administracji w PKU na stanowiska oficerów broni (piechoty) oraz zmniejszeniu sumarycznego składu osobowego Powiatowych Komend Uzupełnień Warszawa Miasto I–IV o czterech oficerów i zwiększeniu o czterech urzędników II kategorii. Łącznie w czterech stołecznych PKU miało pełnić służbę 16 oficerów i czterech urzędników II kategorii. Ponadto w PKU Warszawa Miasto II występował dodatkowo etat oficera – referenta ewidencji oficerów. Liczba szeregowych zawodowych i niezawodowych oraz urzędników III kategorii i niższych funkcjonariuszy pozostała bez zmian.
1 lipca 1938 roku weszła w życie nowa organizacja służby poborowej, zgodnie z którą dotychczasowa PKU Warszawa Miasto I została przemianowana na Komendę Rejonu Uzupełnień Warszawa Miasto I przy czym nazwa ta zaczęła obowiązywać 1 września 1938 roku, z chwilą wejścia w życie ustawy z dnia 9 kwietnia 1938 roku o powszechnym obowiązku wojskowym.
Komendant rejonu uzupełnień w sprawach dotyczących uzupełnień Sił Zbrojnych i administracji rezerw podlegał bezpośrednio dowódcy Okręgu Korpusu Nr I. Rejon uzupełnień nie uległ zmianie.

## Obsada personalna
Poniżej przedstawiono wykaz oficerów zajmujących stanowisko komendanta Powiatowej Komendy Uzupełnień i komendanta rejonu uzupełnień oraz wykaz osób funkcyjnych (oficerów i urzędników wojskowych) pełniących służbę w PKU Warszawa Miasto I i KRU Warszawa Miasto I, z uwzględnieniem najważniejszych zmian organizacyjnych przeprowadzonych w latach 1926 i 1938.
| Komendanci                              | Komendanci                | Komendanci                                |
| --------------------------------------- | ------------------------- | ----------------------------------------- |
| stopień, imię i nazwisko                | czas pełnienia obowiązków | kolejne stanowisko służbowe (dalsze losy) |
| płk piech. Mieczysław Antoni Tarczyński | VII – 15 XI 1922          | Rezerwa Oficerów Sztabowych DOK I         |
| mjr piech. Edmund Lubański              | p.o. od 15 XI 1922        |                                           |
| ppłk piech. Włodzimierz Nyczaj          | do XII 1923               | komendant PKU Warszawa Miasto II          |
| mjr piech. Adam Wróblewski              | XII 1923 – VII 1924       | 13 pp                                     |
| płk piech. Michał Zienkiewicz           | VII 1924 – IX 1925        | dyspozycja dowódcy OK I                   |
| mjr piech. Adam Wróblewski              | IX 1925 – VII 1926        | dyspozycja dowódcy OK I                   |
| ppłk piech. Roman Krzyżanowski          | VII 1926 – VI 1927        | kierownik referatu w Dep. Piech. MSWojsk. |
| ppłk piech. Adolf Jachimowicz           | VI – VIII 1927            | komendant PKU Modlin                      |
| ppłk piech. Roman Krzyżanowski          | VIII 1927                 | komendant PKU Warszawa Powiat             |
| ppłk / płk piech. Adolf Jachimowicz     | VIII 1927 – III 1929      | inspektor poborowy OK VI                  |
| płk dypl. kaw. Roland Bogusz            | III 1929 – III 1930       | komendant Placu Lublin                    |
| ppłk adm. (piech.) Wacław Zbrowski      | III 1930 – 1939           |                                           |

| Obsada pozostałych stanowisk funkcyjnych PKU w latach 1923–1925 | Obsada pozostałych stanowisk funkcyjnych PKU w latach 1923–1925   | Obsada pozostałych stanowisk funkcyjnych PKU w latach 1923–1925 | Obsada pozostałych stanowisk funkcyjnych PKU w latach 1923–1925 |
| --------------------------------------------------------------- | ----------------------------------------------------------------- | --------------------------------------------------------------- | --------------------------------------------------------------- |
| I referent                                                      | mjr piech. Stanisław Profic                                       | 15 XI 1922 – 17 VI 1923                                         | Wojskowa Kontrola Generalna                                     |
| I referent                                                      | mjr san. Aleksander Rittner                                       | VII 1923 – VIII 1924                                            | komendant PKU Stryj                                             |
| I referent                                                      | kpt. piech. Józef Łappo                                           | VIII 1924 – II 1925                                             | 32 pp                                                           |
| I referent                                                      | mjr piech. Teofil Burakowski                                      | VI 1925 – II 1926                                               | kierownik I referatu                                            |
| II referent                                                     | por. tab. Zygmunt Kwiatkowski                                     | do I 1923                                                       | PKU Warszawa Miasto III                                         |
| II referent                                                     | urzędnik wojsk. XI rangi Antoni Górka                             | od I 1923 – 28 IX 1923                                          | OE Radom PKU Radom                                              |
| II referent                                                     | kpt. piech. dr Stanisław Drzymała                                 | 29 IX 1923 – VI 1924                                            | PKU Warszawa Powiat                                             |
| II referent                                                     | por. kanc. Wacław Rudnicki                                        | VI – VIII 1924                                                  | OE I rejonu                                                     |
| II referent                                                     | kpt. kanc. Władysław Kudasiewicz-Mysłowski                        | od VIII 1924                                                    |                                                                 |
| referent                                                        | por. jazdy Władysław Ujejski                                      | 1 VII – 1 X 1923                                                | III referent w Szefostwie Pob. DOK I                            |
| referent (etet przejściowy)                                     | por. tab. Cezary Seweryn Pągowski                                 | XI 1925 – IX 1926                                               | referent w PKU Warszawa Miasto IV                               |
| oficer instrukcyjny                                             | kpt. piech. Andrzej Strach                                        | do XI 1925                                                      | 30 pp                                                           |
| oficer instrukcyjny                                             | kpt. piech. Kazimierz Wyziński                                    |                                                                 |                                                                 |
| oficer ewidencyjny I rejonu                                     | urz. wojsk. IX rangi / kpt. kanc. Władysław Kudasiewicz-Mysłowski | do VIII 1924                                                    | II referent                                                     |
| oficer ewidencyjny I rejonu                                     | por. kanc. Wacław Rudnicki                                        | VIII 1924 – I 1925                                              | referent w Dep. I MSWojsk.                                      |
| oficer ewidencyjny I rejonu                                     | por. kanc. Józef Kraszewski                                       | I 1925 – II 1926                                                | referent                                                        |
| oficer ewidencyjny II rejonu                                    | urzędnik wojsk. X rangi Stanisław Witkowski                       | I – IX 1923                                                     | OE II rejonu PKU Warszawa Miasto III                            |
| oficer ewidencyjny II rejonu                                    | urzędnik wojsk. XI rangi Jan Makary Tuchołka                      | od IX 1923                                                      |                                                                 |
| Obsada pozostałych stanowisk funkcyjnych PKU w latach 1926–1938 |                                                                   |                                                                 |                                                                 |
| kierownik I referatu administracji rezerw                       | mjr piech. Teofil Burakowski                                      | II 1926 – II 1927                                               | komendant PKU Bydgoszcz Powiat                                  |
| kierownik I referatu administracji rezerw                       | mjr piech. Kazimierz Orłowicz-Kuta                                | III 1929 – I 1930                                               | dyspozycja dowódcy OK I                                         |
| kierownik I referatu administracji rezerw                       | kpt. piech. Jan Neugebauer                                        | do XII 1932                                                     | Sztab Główny                                                    |
| kierownik I referatu administracji rezerw                       | kpt. piech. Władysław Muklewicz                                   | XII 1932 – po 5 VI 1935                                         | kier. referatu w DOK I †1940 Kalinin                            |
| kierownik II referatu poborowego                                | por. piech. Mieczysław Gutowski                                   | od XII 1925                                                     |                                                                 |
| kierownik II referatu poborowego                                | por. kanc. Lucjan Szczepan Olszewski                              | VIII 1931 – XI 1932                                             | dyspozycja dowódcy OK I                                         |
| kierownik II referatu poborowego                                | kpt. piech. Stanisław Burchacki                                   | od XII 1932                                                     |                                                                 |
| referent                                                        | por. kanc. Józef Kraszewski                                       | II – IX 1926                                                    | referent (etet przejściowy)                                     |
| referent                                                        | por. art. Zdzisław Zygfryd Lipiński                               | IX 1926 – 1938                                                  | referent w KRU Warszawa Miasto I                                |
| referent                                                        | por. kanc. Józef Kraszewski                                       | III – IX 1930                                                   | Korpus Ochrony Pogranicza                                       |
| Obsada pozostałych stanowisk funkcyjnych KRU w latach 1938–1939 |                                                                   |                                                                 |                                                                 |
| kierownik I referatu ewidencji                                  | mjr adm. (piech.) Mieczysław Karol Biały                          |                                                                 |                                                                 |
| kierownik II referatu uzupełnień                                | kpt. adm. (tab.) Ludwik Czarnocki                                 |                                                                 | w niewoli, w Oflagu II C Woldenberg                             |
| referent                                                        | kpt. adm. (art.) Zdzisław Zygfryd Lipiński                        | 1938–1939                                                       |                                                                 |